# Joy Enriquez
Joy Enriquez, de son nom complet Joy Charity Enriquez, est une actrice et chanteuse américaine, née le 6 juin 1978 à Whittier (Californie).

## Biographie
Elle apparait dans des séries télévisées comme Sept à la maison (2001-2002), ainsi que dans le film de comédie latino Chasing Papi.
Elle chante, en 2001, en duo avec Carlos Ponce, Bella Notte (This Is the Night), chanson du générique de fin du film Lady and the Tramp II: Scamp's Adventure (La Belle et le Clochard 2).
Elle est mariée au producteur Rodney Jerkins depuis le 4 avril 2004, et ils ont quatre enfants : Rodney David Jerkins Jr, né le 28 mai 2008; Heavenly Joy Jerkins, né le 17 novembre 2009; Hannah Joy Jerkins, née le 19 octobre 2012 et Royal David Jerkins, né en 2015.
Elle fonde avec son mari le label indépendant "JoyfulChild Records" fondé par Jerkins & Enriquez.